# Piper acutistigmum
Piper acutistigmum är en pepparväxtart som beskrevs av C. Dc.. Piper acutistigmum ingår i släktet Piper och familjen pepparväxter. Inga underarter finns listade i Catalogue of Life.